# Meiwa (era)
L'era Meiwa (明和?) è un'era del Giappone (年号?, nengō, lett. "nome dell'anno") che comprende il periodo che va dal giugno 1764 al novembre 1772. È preceduta dall'era Hōreki e seguita dall'era An'ei. Gli imperatori regnanti furono l'imperatrice Go-Sakuramachi e l'imperatore Go-Momozono. Lo shōgun in carica fu Tokugawa Ieharu.

## Il cambio di era
Nel 1764 (明和元年?, Meiwa gan'nen) il nome dell'era viene cambiato in Meiwa ("Luminosa armonia") in occasione dell'incoronazione dell'imperatrice Go-Sakuramachi.

## Eventi dell'era Meiwa
- 1765 (Meiwa 2): viene coniata la moneta d'argento da 5 monme (五匁銀?, gomonmekin).
- 1766 (Meiwa 3): viene sventata una congiura per deporre lo shōgun Tokugawa Ieharu.[3]
- 1768 (Meiwa 5): viene bloccata la circolazione della moneta da 5 monme.
- 1770 (Meiwa 7): un tifone distrugge il palazzo imperiale di recente costruzione a Kyoto.[4]
- 1770 (Meiwa 7): la Cometa Lexell è visibile nei cieli del Giappone per tutta l'estate e l'autunno.[4]
- 1770 (Meiwa 7): benché ai tempi nessuno potesse saperlo, sarà il primo di quindici anni di siccità consecutivi.[4]
- 1771 (Meiwa 8): abdica l'imperatrice Go-Sakuramachi, le succede l'imperatore Go-Momozono.
- 1 Aprile 1772 (Meiwa 9, 29º giorno del 2º mese): "grande incendio Meiwa", uno dei tre incendi più violenti nella storia di Edo. Rapporti non ufficiali descrivono una striscia di cenere e rovine di quasi 8 km di larghezza e 24 km di lunghezza. Vennero distrutti 178 templi e santuari, 127 residenze di daimyo, 878 residenze non ufficiali, 8.705 case di militari e 628 blocchi di abitazioni di mercanti, con una stima di oltre 6.000 vittime. I costi della ricostruzione furono immensi.[4]
- 2 Agosto 1772 (Meiwa 9, 4º giorno del 6º mese): una violenta tempesta compisce l'area del Kantō causando inondazioni e rovinando i raccolti.[4]
- 17 Agosto 1772 (Meiwa 9, 19º giorno del 6º mese) un'altra violenta tempesta distrugge circa 4000 case nella sola Edo.[4]
- Novembre 1772 (Meiwa 9,  11º mese): il nome dell'era viene cambiato in An'ei (安永? lett. "tranquillità eterna"), come gesto simbolico per augurare la fine delle calamità susseguitesi in quell'anno.[5]

Il nono anno dell'era Meiwa viene ricordato come "l'anno problematico" per via delle numerose calamità accadute. È il frutto di un gioco di parole basato sull'omofonia della data Meiwa 9 (明和九?, Meiwaku) e la parola meiwaku (迷惑?) che vuol dire "problema", "seccatura".